# دانا أولري
د.دانا أولري (بالإنجليزية: Dana Ulery)‏ ولدت عام 1938 وهي عالمة حاسوب أمريكية ورائدة في تطبيقات الحوسبة العلمية.

## حياتها المهنية
بدأت حياتها المهنية في 1961 كأول امرأة مهندسة في مختبر الدفع النفاث في ناسا (باسادينا، كاليفورنيا)، مصممة ومطورة خوارزميات لتجسد إمكانيات شبكة ناسا الفضائية العميقة وأتمتة نظم تتبع في الوقت الحقيقي لبعثات الحراس والملاحين الفضائية باستخدام طائرات ريكومب الثانية و 40 بايت حجم كلمة الكمبيوتر.

## مناصبها
على مدى مسيرتها المهنية، شغلت مناصب عدة منها 
- عاملة تطبيقية وباحثة بالتكنولوجيا
- شغلت مناصب إدارية في الصناعة والأوساط الأكاديمية والحكومية.[2]
- وفي عام 2007، تقاعدت من منصبها ككبير العلماء في مديرية العلوم الحاسوبية والإعلام في مختبر أبحاث الجيش في الولايات المتحدة

(ARL).
- من أوائل المديرات في مركز ابحاث الجيش الأمريكي.
- عينت أيضاً رئيسة مجلس قيادة العتاد المعرفي للولايات المتحدة.

وفي 2002 تسلمت جائزة المعرفة العسكرية لأفضل مبادرة.
- مصنفة ضمن قائمة العلوم بين الرجال والنساءمن نساء أمريكيات ونساء شرقيات ومن جميع أحاء العالم واللاتي في أمريكا.

## تحصيلها العلمي
في عام 1959 ,حصلت أولري على درجة البكالوريوس من كلية غرينل مع تخصص مزدوج في الأدب الأنكليزي والرياضيات وحصلت على الماجستير والدكتوراه في علوم الكومبيوتر في جامعة ولاية ديلاوير، في عام 1972و1975 على التوالي.

## في مصر
وفي عام 1976، قبلت زيارة تعيينات هيئة التدريس في جامعة القاهرة في مصر والجامعة الأمريكية بالقاهرة. لدى عودتها إلى الولايات المتحدة، انضمت إلى شعبة الخدمات الهندسية لشركة دو بونت، حيث عملت كعالمة حاسوب ومديرة فنية.

## أعمالها لاحقاً
في بواكير الثمانينات، قامت أولري بقيادة العديد من المبادرات لتطوير وتطبيق نظم الصناعات التحويلية على مستوى المؤسسات من أجل تقييم وضبط نوعية الإنتاج في فروع شركة دو بونت. واعترافاً بهذه الإنجازات تم تكريمها بجائزة الهندسة من دو بونت للريادة في أنظمة الحاسب الداعمة للنوعية في الشركات.
لعبت دورا فعلا في وضع معايير التبادل الإلكتروني للبيانات، والمعايير الدولية لتبادل المعلومات التقنية الالكترونية المستخدمة من قبل رجال الأعمال والحكومة والتي أدت في نهاية المطاف 
بأنها بدأت وقادت البرامج المتعددة التخصصات في رابطة المكتبات البحثية لدفع عجلة البحث في انصهار المعلومات المتعددة المصدر وفهم الأوضاع مطبقة على بيئات القتال الغير التقليدية والدفاع عن الوطن .
و في التسعينات، كانت أولري قد خدمت لسنوات عديدة في منصب مندوب البلدان الأمريكية ( Pan American Delegate) لتكامل البيانات الإلكترونية في الأمم المتحدة في مجالات الإدارة والتجارة، وتجارة(UN / EDIFACT).
كانت رئيسة الفريق العامل بكائنات الوسائط المتعددة لـ UN / EDIFACT ورئيسة مجموعة بيانات المنتج لـ UN / EDIFACT مما أدى لتنمية عالمية لمعايير للتجارة الإلكترونية وذلك في وقت مبكر.